# 1166. grenadirski polk (Wehrmacht)
1166. grenadirski polk (izvirno nemško 1166. Grenadier-Regiment; kratica 1166. GR) je bil pehotni polk Heera v času druge svetovne vojne.

## Zgodovina
Polk je bil ustanovljen 25. avgusta 1944 kot sestavni del 569. ljudskogrenadirske divizije; še v času oblikovanja so polk preimenovali v 952. grenadirski polk.